# سيمون وليامز (لاعب شطرنج)
سيمون وليامز (بالإنجليزية: Simon Williams)‏ (و. 1979  م) هو لاعب شطرنج من المملكة المتحدة، وإنجلترا، ولد في غلدفورد.

## روابط خارجية
- سيمون وليامز على موقع الاتحاد الدولي للشطرنج (الإنجليزية)
- سيمون وليامز على موقع مباريات الشطرنج (الإنجليزية)
- سيمون وليامز على موقع 365Chess.com (الإنجليزية)
- سيمون وليامز على موقع Chesstempo.com (الإنجليزية)